# Apollo Drive
Apollo Drive ist eine Modern-Rock-Band aus Schweden, bestehend aus vier Bandmitgliedern. Die vier Musiker benannten ihre Band nach einer Straße in Los Angeles, in welcher sie ihre Band gründeten.

## Geschichte
2008 trafen Frederik Lönngren und Stefan Örn in einem Lokal an der Ostküste von Schweden erstmals aufeinander. Örn gefiel Lönngrens Stimme und sie beschlossen zusammen zu musizieren. Sie begannen Songs zu schreiben und zu komponieren und suchten nach weiteren Bandmitgliedern. Mason Pitts und Bobo Öländer machten die Band vollständig.
Sie schickten ein Demoband an den erfolgreichen schwedischen Songwriter Anders Bagge, welcher begeistert von der Musik der vier war. 2009 erschien die erste Single Calling Out gesungen mit Lazee, kurz darauf die zweite Single Time. 2010 erschien die erfolgreichste Single Papercut.

## Stil
Der Musikstil der Band setzt sich aus Alternative Rock, Modern Rock und Pop zusammen.

## Diskografie

### Alben
- 2010: Apollo Drive

### Singles
- 2009: Calling Out
- 2009: Time
- 2010: Papercut